# Zenon Orłowski
Zenon Orłowski (ur. 28 października 1871 w majątku Norwidpol, zm. 29 marca 1948 w Łodzi) – polski lekarz, balneolog, profesor chorób wewnętrznych na Uniwersytecie Wileńskim, wykładowca na Uniwersytecie w Łodzi. 

## Życiorys
Był synem Franciszka, zarządcy majątku Tukałły Milcz. Urodził się w folwarku Norwidpol w powiecie borysowskim, był starszym bratem Witolda Eugeniusza. Gimnazjum ukończył w Wilnie w czerwcu 1891 ze złotym medalem i rozpoczął studia w Wojskowej Akademii Medycznej w Petersburgu. Ukończył je z opóźnieniem na skutek gruźlicy płuc otrzymując dyplom w 1897. W 1902 uzyskał doktorat. Należał do założycieli Związku Lekarzy i Przyrodników Polskich w Petersburgu. Prowadził badania nad patologią serca i naczyń krwionośnych uzyskując habilitację w 1906 z chorób wewnętrznych. W 1911 objął wykłady z chorób wewnętrznych oraz kierownictwo kliniki chorób wewnętrznych w szkole pomocnic lekarskich Rosyjskiego Czerwonego Krzyża. Latem wyjeżdżał do zdrojowisk na Kaukazie, gdzie praktykował oraz prowadził badania z zakresu klimatologii i balneoterapii. Prowadził w Petersburgu praktykę lekarską. Podczas I wojny światowej zmobilizowany i przydzielony jako ordynator do największego szpitala wojskowego w Petersburgu. W latach 1917–1920 prowadził wykłady akademickie w zakresie szczegółowej patologii i terapii chorób wewnętrznych. W 1921 pełnił obowiązki lekarza mieszanej komisji sanitarnej polsko-rosyjskiej oraz lekarza delegacji polskiej do spraw opcji i repatriacji. W lipcu 1922 wrócił do Polski i  19 października 1922 został mianowany profesorem zwyczajnym diagnostyki i terapii ogólnej chorób wewnętrznych Wydziału Lekarskiego Uniwersytetu Wileńskiego. Zorganizował tutaj I klinikę chorób wewnętrznych w Szpitalu Św. Jakuba, którą otworzył w listopadzie 1924. W latach 1923–1927 kilkakrotnie był wybierany dziekanem Wydziału Lekarskiego, a później prorektorem. Poznał uzdrowiska polskie, uzyskując z Ministerstwa Wyznań Religijnych i Oświecenia Publicznego środki na zorganizowanie  latem 1929, 1930 i 1932 wycieczek studentów i asystentów Wydziału Lekarskiego do uzdrowisk polskich. W 1932 nawiązał kontakt z Państwowym Zakładem Zdrojowo-Kąpielowym w Busku, chcąc podjąć badania tamtejszej wody mineralnej prace przerwano ze względów finansowych 1 października 1934 został przeniesiony w stan spoczynku, a jego klinika zamknięta. Zajął się praktyką lekarską i pracami naukowymi. W 1937 został członkiem Państwowej Rady do spraw Uzdrowiskowych. Podczas drugiej wojny światowej był konsultantem poliklinik w Wilnie. W lipcu 1945 jako repatriant przybył do Łodzi, gdzie w 1946 został mianowany profesorem balneologii, klimatologii i fizykoterapii Uniwersytecie Łódzkim. Zorganizował nową katedrę, zgromadził materiały o uzdrowiskach Dolnego Śląska. Opracował wydany w Wilnie w 1933 skrypt swoich wykładów Diagnostyka chorób wewnętrznych (wyd. 1947), założył i kierował w Łodzi przychodnią do walki z gośćcem, zaprojektował klinikę przeciwgośćcową. Opracował dla Wydziału Lekarskiego szczegółowy regulamin. Zmarł na gruźlicę płuc, pochowany został na cmentarzu na Radogoszczu. 
Był ojcem lekarzy: Zbigniewa (1925-2019), docenta chorób wewnętrznych w Akademii Medycznej w Łodzi i Olgi Teresy anatomopatologa w Instytucie Onkologii w Warszawie oraz stryjem Tadeusza taternika i transplantologa.